# Nicolau Anastácio de Bettencourt
Nicolau Anastácio de Bettencourt (Funchal, 7 de Fevereiro de 1810 — Angra do Heroísmo, 7 de Março de 1874) foi um político e filantropo português que se distinguiu como secretário-geral da Província dos Açores e depois governador civil em vários distritos, com particular destaque para os distritos açorianos. A ele se deve a fundação de diversas instituições de solidariedade social, com destaque para a Caixa Económica da Santa Casa da Misericórdia de Angra. Foi pai do bibliófilo e historiador Francisco Joaquim Moniz de Bettencourt, conhecido por Mendo Bem.

## Biografia
Nicolau Anastácio de Bettencourt nasceu na freguesia de São Pedro do Funchal a 7 de Fevereiro de 1810, filho do médico Dr. Anastácio Moniz de Bettencourt e de D. Ana Jacinta de Bettencourt Pita.
Tendo perdido o pai em tenra idade, foi para Coimbra em 1825, acompanhado de sua mãe, a fim de matricular-se na Faculdade de Filosofia da Universidade de Coimbra e seguir depois o curso médico.

### A participação na Guerra Civil Portuguesa (1828-1834)
Desencadeado o processo que levaria à guerra civil, em 1827, nem tendo ainda completado 18 anos, abandonou os trabalhos escolares para se alistar no Batalhão Académico comandado por António José de Sousa Manoel de Menezes Severim de Noronha, o 6.º conde de Vila Flor.
Participou nos combates da Cruz de Alvoroços e Ponte de Vouga, sendo obrigado a exilar-se para Inglaterra em 1828, ingressando no célebre depósito de Plymouth.
Integrado nas forças liberais que furaram o bloqueio britânico à ilha, a 14 de Fevereiro de 1829 chegava à Terceira, incorporado no Batalhão de Voluntários da Rainha que vinha reforçar as forças liberais ali acantonadas.
Em 11 de Agosto do mesmo ano tomou parte na batalha da Praia que se travou na então vila da Praia entre uma esquadra miguelista e os liberais, da qual estes saíram vitoriosos.
A 4 de Março de 1831 casa na Praia com D. Balbina Cândida de Brito.
Foi incorporado na expedição preparada na Terceira para submeter as outras ilhas açorianas ainda sob governo miguelista, tendo participado no combate da Ladeira da Velha, na ilha de São Miguel, a 2 de Agosto de 1831.
Tendo regressado à Terceira, Nicolau Anastácio de Bettencourt participou na recepção feita quando ali aportou D. Pedro, imperador do Brasil, a 3 de Março de 1832, tendo participado nos preparativos da expedição que desembarcaria no Mindelo.
Depois de uma nova passagem por São Miguel, fez parte do exército que desembarcou nas praias do Mindelo a 8 de Julho de 1832, tendo dado provas de grande valentia no cerco do Porto. O destacamento a que pertencia destacou-se na acção da Serra do Pilar, a 13 de Agosto de 1832, tendo merecido os maiores elogios do general Torres, que recomendou ao governo a recompensa desses arrojados voluntários. Ali combateu ao lado de José Estêvão Coelho de Magalhães, Júlio Máximo de Oliveira Pimentel, José Silvestre Ribeiro e outros, que depois se distinguiriam na vida política e intelectual portuguesa.
Acompanhou as tropas liberais vitoriosas até Lisboa, posicionando-se no círculo próximo do grupo que assumiria o poder após a convenção de Évora-Monte.

### A carreira política nos Açores
Consolidada a vitória liberal, Nicolau Anastácio de Bettencourt foi nomeado secretário-geral da Prefeitura de Angra e depois transferido para a administração do Distrito de Ponta Delgada, onde também exerceu durante sete anos o lugar de secretário do governo civil e de Governador Civil interino.
Depois de ter servido algum tempo como Governador Civil de Aveiro, para que havia sido nomeado por decreto de 23 de Novembro de 1843, foi transferido para o cargo de Governador Civil do Distrito de Angra do Heroísmo a 1 de Dezembro de 1844, tendo nesse cargo prestado relevantes serviços à ilha Terceira, que considerava a sua segunda pátria.
Uma das obras mais importantes que deixou na cidade de Angra foi a Caixa Económica (hoje incorporada na Caixa Económica da Santa Casa da Misericórdia) e Asilo da Infância (hoje Lar do Livramento), que, apesar de terem mudado de designação ainda perduram.
Acerca dessas duas instituições dizia um jornal angrense, por ocasião da sua morte: O seu nome é hoje abençoado pelos benefícios e utilíssimos efeitos que em geral dali derivam, a tal ponto que, há poucos meses, a Caixa Económica de Angra ofereceu ao hospital da Misericórdia cerca de dois contos de reis para uma enfermaria modelo, que deverá ter o nome daquele benemérito, ao passo que o município dava o mesmo nome a uma das ruas da cidade, pelo imperioso dever de o recomendar à gratidão e respeito públicos. Bastaria a fundação daquela casa de caridade e daquele estabelecimento de crédito para torná-lo inolvidável, podendo avaliar-se o trabalhoso empenho para esse fim empregado, sabendo-se que na época da sua instituição (1844) mal se compreendia ainda o alcance da assistência pública, das associações de caridade e de socorros, e das moralizadoras e populares caixas económicas. Durante o período de doze anos, que quase ininterruptamente administrou o distrito de Angra, não deixou de trabalhar dedicada e persistentemente pelo engrandecimento e prosperidades da sua pátria adoptiva. Deu grande impulso à instrução, fundando escolas, concorrendo muito para a organização do liceu nacional e animando com a sua palavra evangelizadora todos os que se dedicavam às lides literárias. Foi durante o seu governo e devido à sua influência que se estabeleceu devidamente a alfândega, liceu nacional, paços da justiça, cadeias públicas, [e outras instituições]. Um dos padrões imorredoiros da sua glória é a fundação do Asilo da Infância Desvalida, a que deixou indissoluvelmente ligado o seu nome, dotando a cidade de Angra com um importantíssimo estabelecimento de caridade, que ali espalha apreciáveis e inúmeros benefícios.
Foi depois Governador Civil do Distrito da Horta. Foi eleito, em 1853, deputado do Partido Regenerador pelo círculo da Horta, mas renunciou ao lugar de deputado para assumir o cargo de Governador Civil de Aveiro, não chegando a prestar juramento nas Cortes.

### Os últimos anos
Renunciando ao mandato de deputado, aceitou em 1854 o cargo de Governador Civil de Aveiro, deixando vinculado ao seu governo a criação duma caixa económica naquela cidade.
Ainda foi Governador Civil de Portalegre (7 de Novembro de 1859 a 30 de Julho de 1862) e ali terminou a sua carreira administrativa, obtendo a aposentação em 30 de Julho de 1862. Depois de aposentado, fixou a sua residência em Angra do Heroísmo, cidade que considerava a sua segunda pátria.
Faleceu na cidade de Angra do Heroísmo a 7 de Março de 1874. Diversas povoações açorianas incluíram o nome de Nicolau Anastácio de Bettencourt na sua toponímia.
Nicolau Anastácio Bettencourt, sem ser escritor de nomeada, revelou brilhantemente em diversos escritos que deixou dispersos pelos jornais e nos seus discursos, que ficaram inéditos, e que primavam pela pureza e elegância de linguagem. Também se sabe que foi apreciado poeta.
Publicou em 1848 uma colecção de vários escritos sobre política administrativa, e Inocêncio Francisco da Silva atribui-lhe o volume que se publicou em 1857 com o título de Exposição de factos que se deram no distrito de Angra do Heroísmo, relativamente à exportação de cereais no presente ano agrícola (publicado em Lisboa).
Tinha a carta de Conselho, era fidalgo cavaleiro da casa real e cavaleiro e comendador da Ordem de Cristo e da Ordem de Nossa Senhora da Conceição de Vila Viçosa. Pela sua participação nas campanhas liberais foi agraciado com a Medalha n.º 9 das Campanhas da Liberdade.